# Re di Brega
I re di Brega prendevano il loro nome da Mag Breg, cioè la pianura di Brega, che oggi si trova nella contee di Meath e Dublino, in Irlanda. Facevano parte degli Uí Néill, che apparteneva agli Síl nÁedo Sláine ramo degli Uí Néill del sud. Il regno di Brega comprendeva la collina di Tara, luogo dove venivano incoronati i re supremi d'Irlanda.
Annesso nel VI secolo dagli Uí Néill, il regno nell'VIII secolo fu diviso in due parti, una settentrionale (regno di Cnogba/Knowth) e una meridionale (regno di Lagore). Nonostante ciò, molti sovrani di Brega regnarono su entrambe le zone e quindi su tutta Brega, fino alla scomparsa del regno nei primi anni della conquista normanna dell'Irlanda. 

## Re di Brega
I personaggi scritti in grassetto sono considerati anche re supremi d'Irlanda
1. Áed Sláine (morto nel 604) figlio di Diarmait mac Cerbaill
2. Conall Laeg Breg mac Áedo Sláine (morto nel 612)
3. Congal mac Áedo Sláine (morto nel 634)
4. Ailill Cruitire mac Áedo Sláine (morto nel 634)
5. Blathmac (morto nel 665) e Diarmait (morto nel 665), figli di Áed Sláine
6. Conaing Cuirre mac Congaile (morto nel 662)
7. Sechnassach (morto nel 671) figlio di Blathmac
8. Cenn Fáelad (morto nel 675) figlio di Blathmac
9. Fínsnechta Fledach (morto nel 695) figlio di Dúnchad figlio di Áed Sláine
10. Congalach mac Conaing Cuirre (morto nel 696)
11. Irgalach mac Conaing Cuirre (morto nel 702)
12. Amalgaid mac Congalaig (morto nel 718)
13. Conall Grant mac Cernaig (morto nel 718)
14. Fogartach (morto nel 724) figlio di Niall figlio di Cernach Sotal figlio di Diarmait
15. Cináed (morto nel 728) figlio di Irgalach
16. Conaing mac Amalgado (morto nel 742)
17. Indrechtach mac Dungalaig (morto nel 748)
18. Dúngal mac Amalgado (morto nel 759) 
  1. -Coirpre mac Fogartaig (morto nel 771)
19. Congalach mac Conaing (morto nel 778)
20. Diarmait mac Conaing (morto nel 786)
21. Flann mac Congalaig (morto nell'812)
22. Cernach mac Congalaig (morto nell'818)
23. Cummascach mac Congalaig (morto nell'839)
24. Conaing mac Flainn (morto nell'849)
25. Cináed mac Conaing (morto nell'851)
26. Flann mac Conaing (morto nell'868)
27. Flannacán mac Cellaig (morto nell'896)
28. Máel Finnia mac Flannacain (morto nel 903)
29. Máel Mithig mac Flannacain (morto nel 919)

## Re di Cnogba/Knowth
Lista incompleta: vedi Mac Shamhráin, 2004.
1. Congal mac Áed Sláine, morto nel 634
2. Conaig mac Congal (a quo Uí Chonaing), morto nel 662
3. Congalach mac Conaing, morto nel 696
4. Amalgaid mac Congalach, morto nel 718
5. Conaing mac Amalgaid, morto nel 742
6. Congalach mac Conaing, morto nel 778
7. Cináed mac Coinaing, morto nell'851
8. Flannacan mac Cellach (discendente di Congalach), morto nell'896
9. Máel Finnia mac Flannacán, morto nel 903
10. Máel Mithig mac Flannacán, morto nel 919
11. Congalach mac Mael Mithig (rí Cnogba), morto nel 956

## Re di Lagore/Deiscert Breg
Lista incompleta: vedi Mac Shamhráin, 2004.
1. Fergus mac Fogartach mac Niall mac Cernach Sotal (a quo Clan Chernach Sotal) mac Diarmait mac Áed Sláine, morto nel 751
2. Máel Dáin mac Fergus, morto nel 785
3. Ailill mac Fergus, (rí Deiscert Breg), morto nell'800
4. Beolln mac Ciarmac (descendant of Máel Dáin ?), morto nel 979
5. Gilla Mo Chonna mac Fogartach mac Ciarmac (rí Deiscert Breg), morto nel 1013